# Bockwindmühle Tiefensee

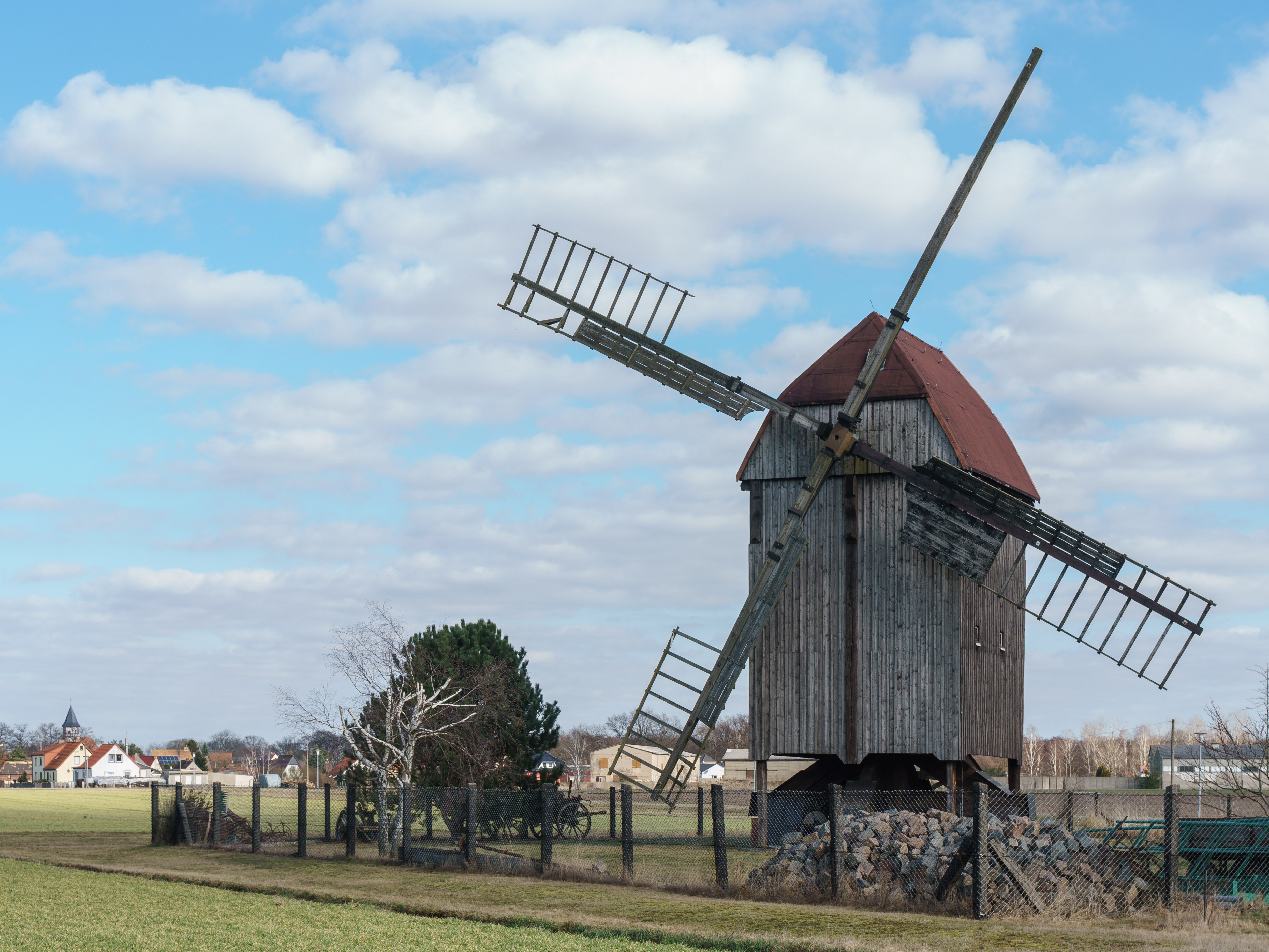
Bockwindmühle in Tiefensee

Die Bockwindmühle Tiefensee ist eine 1847 erbaute Bockwindmühle im Bad Dübener Stadtteil Tiefensee.

## Geschichte
Die Mühle wurde 1847 in Delitzscher Gemarkung errichtet und um 1900 zum jetzigen Standort nach Tiefensee verbracht. Seit 1926 wird sie durch einen externen Dieselmotor betrieben, 1940 kam noch ein Elektromotor hinzu. Bis zur endgültigen Stilllegung im Jahr 1953 wurde Getreide gemahlen und geschrotet. Von 1992 bis 1994 wurde die Mühle umfangreich rekonstruiert. Die Mühle ist in 4. Generation in Familienbesitz des Bäckers Sommerfeld aus Tiefensee und wird heute als Schaumühle betrieben.